# クリスチャンコミュニティバイブル
クリスチャンコミュニティバイブル (英語: Christian Community Bible)は一般の読者にも分りやすいことを目的として、1986年に翻訳・出版されたキリスト教聖書である。フランス人のベルナルド・ユロー（en:Bernardo Hurault）神父によって始められて、現在スペイン語版、フランス語版、英語版、中国語版などがある。詳細な解説付きで、第三世界・発展途上国のカトリック教会で広く使われている。 
パストラル・バイブル財団と聖クラレチアン宣教会出版会のタイアップによって発行されている。

## 各国語版
クリスチャンコミュニティバイブルのおもな言語と出版初年は次の通り。
- スペイン語版：ラテンアメリカ聖書（Biblia Latinoaméricana、1960/1971年)
- 英語版：Christian Community Bible (1986年)
- フランス語版：Bible des Peuples (1994/98年)
- 中国語版：牧霊聖経 (1999年)

など

## 参照項目
- 聖書翻訳